# 新岩間温泉
新岩間温泉（しんいわまおんせん）は、石川県白山市尾添にある温泉で、『白山温泉郷』の一部である。
上流の岩間温泉の引湯。

## 温泉街
1軒宿の山崎旅館。露天風呂は混浴。冬季休業(11月 - 5月中旬) 。
日本秘湯を守る会会員の宿。長らく閉鎖状態にあったが2012年に改装した上で再開している。

## 歴史
- 1957年 - 山崎旅館開業
- 2012年 - 長らく閉鎖状態にあったが改装再開
- 2015年 - 豪雪で旅館までの道路が土砂崩れ通行止め[注 1]のため、休業[2]。
- 2015年9月19日 - 山崎旅館まで道路が通行可能となったため、営業開始[2]。

## アクセス
車
- 白山一里野温泉の先にある国道360号石川県側末端部と白山白川郷ホワイトロード起点の交差点から石川県道53号岩間一里野線へ。
ただし、石川県道53号岩間一里野線の全区間は冬季は閉鎖され、車両の通行はできない。

バス
- 白山市コミュニティバス「めぐーる」の尾口ルート「温泉口」バス停下車、徒歩約1時間20分。
かつては北陸鉄道が運行する直通の路線バスも存在したが、現在は北陸鉄道石川線鶴来駅より加賀白山バスで「瀬女」バス停下車、更に「めぐーる」の尾口ルートに乗り換えが必要になるうえ、「温泉口」バス停へ乗り入れるほぼすべての便は事前予約がないと運行しないので注意が必要。バスは本数が少なく車でのアクセスが無難。